# Frankfurter Vorstendag

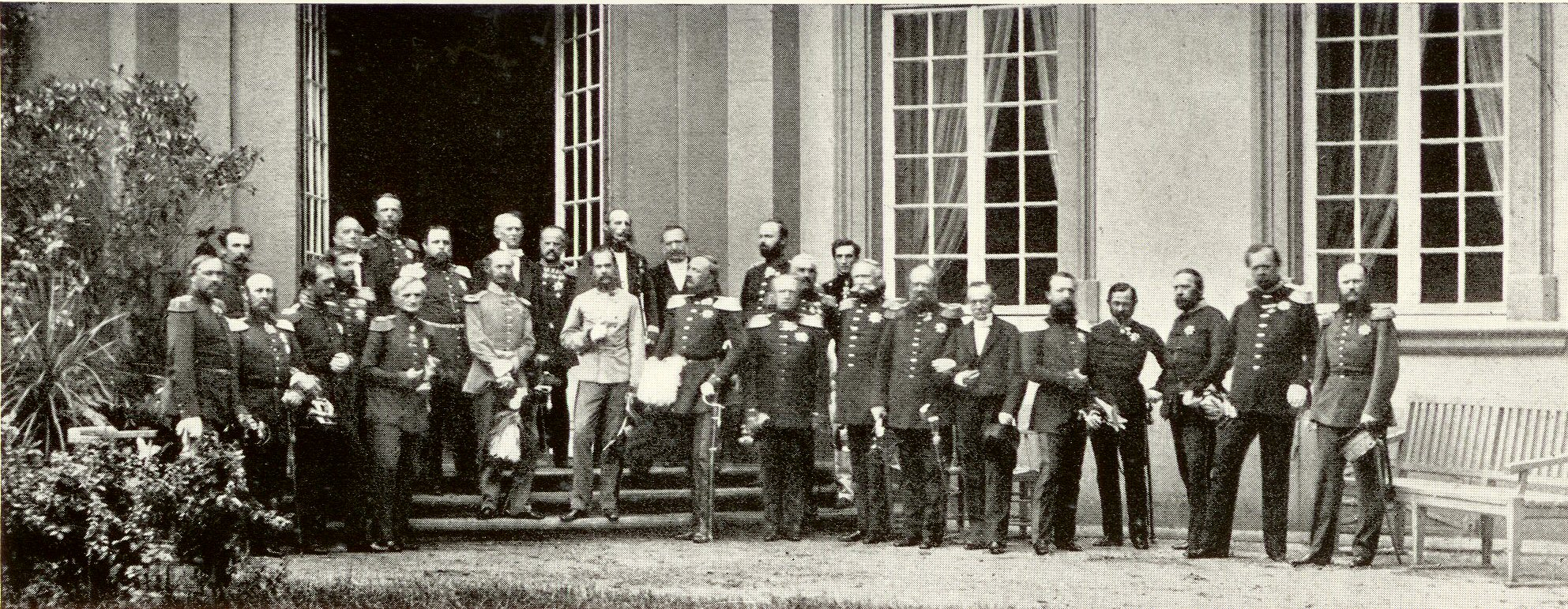
Deelnemers aan de Frankfurter Vorstendag

De Frankfurter Vorstendag was een in augustus 1863 door Frans Jozef I van Oostenrijk in het Paleis Thurn und Taxis te Frankfurt am Main bijeengeroepen vergadering met als doel een grondwethervorming in de Duitse Bond. Aanwezig waren alle Duitse vorsten, met uitzondering van Wilhelm I van Pruisen, en de burgemeesters van de vrije steden.
Het door Anton von Schmerling uitgewerkte plan waarover werd gediscussieerd had tot doel de hegemonie van Oostenrijk in de Bond te bewaren. Het bestuur van de Bond zou in handen komen van een vijfkoppig directorium, bestaande uit de keizer van Oostenrijk als voorzitter, de koning van Pruisen, de koning van Beieren en afwisselend twee andere vorsten. Verder voorzag het plan onder meer in een federaal gerechtshof.
Het plan werd door de aanwezigen vrijwel unaniem aangenomen, maar trad nooit in werking door het wegblijven van Wilhelm I - op aandringen van Otto von Bismarck - en Bismarcks vérgaande eisen van onder andere gelijkberechtiging van Pruisen en Oostenrijk en vetorecht bij oorlogsverklaringen.